# 2003年日本賽馬
2003年日本賽馬（日語：2003年の日本競馬），是2003年（平成15年）日本賽馬界發生的重大事件及各項賽事的記錄。

## 重要事件概述

### 中央競馬

#### Still in Love成為日本史上第二匹三冠雌馬
「Still in Love」於本年度接連攻下櫻花賞、優駿牝馬（日本橡樹大賽）及秋華賞，成為繼1986年「目白山峰」後日本史上第二匹達成雌馬三冠的賽駒。
與此同時其於雌馬三冠戰線上的對手「Admire Groove」於三項賽事中均獲得第一人氣卻分別以第三、第七及第二落敗亦為較為罕有的事情。

#### 雄馬三冠及雌馬三冠幾乎同時出現
本年度除「Still in Love」大為活躍之外，「新宇宙」於雄馬經典三冠戰績亦有優秀的表現。憑借杜滿萊的優勢發揮「新宇宙」成功攻下頭兩關皋月賞及東京優駿（日本打吡），杜滿萊亦因而成為首位勝出日本打吡的外國騎師。
可惜於尾關菊花賞中，「新宇宙」不敵「豐盈」及「林肯」取得第三，未能成為史上第六匹三冠馬之餘，亦令雄馬三冠及雌馬三冠無法同年出現。

#### 分級賽主要變更
日本中央競馬會宣佈將於來年廢除三級賽兜山紀念，而取代福島競馬場春季分級賽位置的賽事將會為新設立的三級賽福島牝馬錦標。

## 時間表

### 1月-3月
- 1月5日 - 姬路競馬場負責發售中央競馬彩票的場外投注所正式營業[1]。
- 1月19日 - 「成田路」於京都競馬場舉行退役儀式[1]。
- 1月26日 - 「森林寶穴」於京都競馬場舉行退役儀式[1]。
- 2月5日 - 日本中央競馬會因練馬師田中耕太郎向馬主謀取不當利益的行為判處其違反《競馬施行規程》，並施以吊銷牌照的罰則[2]。
- 2月7日 - 隸屬船橋競馬場的騎師石崎隆之達成第5000場頭馬[2]。
- 2月13日 - 隸屬笠松競馬場、曾於地方策騎過一代偶像馬「小栗帽」的騎師安藤勝己通過中央騎師牌照考試，成為首位由地方轉籍中央的騎師。
- 2月23日 - 騎師河內洋於京都競馬場舉行退役儀式[2]。
- 3月3日 - 位於栃木縣足利市的足利競馬場關閉。同日，位於東京都港區Wins汐留7樓的大井競馬場專用場外投注所offt汐留正式營業[2]。
- 3月20日 - 一架由鹿兒島開往栗東訓練中心的運馬車於山口縣內的山陽自動車道發生追尾事故，4匹賽駒死亡[3]。
- 3月24日 - 由馬主公司North Hills Management出資建設、位於鳥取縣岸本町的訓練中心大山Hills揭幕[4]。
- 3月29日 - 杜拜世界盃賽馬日於阿聯酋詩柏馬場舉行，但受到伊拉克戰爭的影響下航班被取消，本屆賽事並無日本賽駒參與。
- 3月30日 - 安藤勝己策騎「信念」勝出高松宮紀念，「信念」成為首匹制霸秋春短途賽的賽駒，而安藤則達成個人中央一級賽首勝。同日，「Smart Boy」繼1月的平安錦標後再於三月錦標取勝，成為首匹於年間贏得兩個分級賽冠軍的8歲馬。

### 4月-6月
- 4月1日 - 日本中央競馬會宣佈對騎師進行興奮劑檢測。同日，大井競馬確立專門培訓馬伕的體系。另外，南關東公營競馬將「單T」的投注推行至所有賽事[2]。
- 4月12日 - 騎師松元省一達成第500場頭馬。
- 4月12日 - 騎師幸英名策騎「Still in Love」勝出櫻花賞，幸贏得生涯首個一級賽冠軍，而練馬師松元省一則取得首個雌馬經典賽的勝利。
- 4月14日 - 為鼓勵實力馬參與國際賽事，日本中央競馬會宣佈賽駒勝出特定國際一級賽後再勝出寶塚紀念、日本盃及日本盃泥地大賽，將會獲得特別獎金[2]。
- 4月18日 - 於新加坡開倉的前日本練馬師高岡秀行取得當地首場頭馬[2]。
- 4月26日 - 東京競馬場裝修工程完成，時隔11個月重新舉殯賽事[2]。
- 4月27日 - 女皇盃於香港沙田馬場舉辦，參戰的「榮進寶蹄」獲得冠軍，為首匹於海外賽事達成連霸及勝出三場海外一級賽的日本訓練馬[5]。
- 4月29日 - 北海道競馬的三所場外投注所Aiba小樽、Aiba瀧川及Aiba浦河開始營業[5]。
- 5月10日 - 「愛麗航程」於京都競馬場舉行退役儀式[5]。
- 5月24日 - 中央競馬的投注卡將重新設計[5]。
- 5月25日 - 於東海錦標中以首名衝線的「D S Thunder」因犯規被貶名次，隸屬地方競馬名古屋競馬場的「Gold Proof」遞補成為冠軍。
- 6月1日 - 杜滿萊策騎「新宇宙」勝出東京優駿（日本打吡），成為首位勝出日本打吡的外國騎師[5]。
- 6月12日 - 川崎競馬場的大型屏幕「King Vision」正式投入服務[5]。
- 6月26日 - 客串牌照到期的杜滿萊成功通過臨時參驗獲得續牌，得以於菊花賞策騎「新宇宙」出賽。同日，國際賽事編錄標準委員會認定京都大賞典為國際二級賽[5]。
- 6月29日 - 「菱鑽奇寶」勝出寶塚紀念，一名男子以1222萬日圓對「菱鑽奇寶」之「獨贏」進行投注並獲得1億9918萬6000日圓返還的事件引發熱議。

### 7月-9月
- 7月3日 - 由穆罕默德酋長擁有的馬主公司Darley Japan之賽駒於船橋競馬場首度出賽[6]。
- 於 Darley Japan在船桥赛马场首次亮相。 [6]
- 7月8日 - 騎師武豐策騎「Big Wolf」勝出日本泥地打吡，成功連霸此賽事。
- 7月10日 - 經農林水產省批准後，首個由民間企業出資經營的福山競馬場場外投注所於島根縣雲南市開始營業[5]。
- 7月13日 - 「湘南之戰」於函館競馬場舉行退役儀式[5]。
- 7月20日 - 騎師福永祐一達成第500場頭馬，和父親福永洋一成為繼武邦彥・武豐父子及橫山富雄・橫山典弘父子後第三對達成500場頭馬的騎師父子。
- 7月26日 - 位於大井競馬場內部、負責接受其他地方賽事投注的場外投注所故鄉角營業，首日為售賣輓馬賽事的彩票[5]。
- 7月26日 - 高知競馬場實行類似「計件」的制度，賽事獎金和津貼的高低將和投注額掛鈎[5]。
- 7月31日 - 兵庫縣競馬組合宣佈設立「青年騎師舞台賽事」，只供出道6年內的騎師參與[7]。
- 8月4日 - 北海道競馬開始承認外廄，首個獲批的是位於北海道新冠町的大紅牧場[7]。
- 8月9日 - 新潟競馬場因颱風艾濤吹襲而將賽事推遲至8月11日舉行。同時，日本中央競馬會及日本馬主協會聯合會將為受災嚴重的日高地區之牧場舉行募捐[7]。
- 8月11日 - 山田榮司就任地方競馬全國協會會長[7]。
- 8月17日 - 傑克莫華大賽於法國多維爾馬場舉行，參戰的「千里通」及「天鵝騎士」分別取得季軍及第十[7]。
- 8月24日 - 「谷野美酒」於札幌競馬場退役儀式[7]。
- 8月28日 - 日本輕種馬協會宣佈將目前擁有的種馬「必得時機」重新售回予愛爾蘭國家Stud[8]。
- 9月1日 - 於香港舉行的一次會議上，包含日本中央競馬會在內的8個亞洲及大洋賽馬管理機構簽署了睦鄰政策文件，主要有關打擊非法賭博及外圍賭博的行為[7]。
- 9月4日 - 大井競馬場位於茨城縣常陸那珂市的場外投注所offt常陸那珂開始營業[7]。
- 9月7日 - 隆尚磨坊大賽於法國隆尚馬場舉行，參戰的「天鵝騎士」及「千里通」分別獲得亞軍及第十三[7]。
- 9月13日 - 所有中央競馬場及場外投注所均有發售本日賽事的彩票[7]。
- 9月14日 - 「黃金魅力」於札幌競馬場舉行退役儀式[7]。
- 9月27日 - 因設施於2003年十勝近海地震中受損，輓馬賽事場外投注所Furlongs釧路暫停營業3日[9]。

### 10月-12月
- 10月7日 - 日本中央競馬會於愛爾蘭購入種馬「傲凜沙場」[9]。
- 10月11日 - 岩手競馬組合於東京競馬場內的場外投注所正式營業[9]。
- 10月14日 - 日本輕種馬協會於美國購入種馬「皇冠爭霸」[9]。
- 10月19日 - 「Still in Love」勝出秋華賞，成為日本史上第二匹三冠雌馬[9]。
- 10月19日 - 「信念」於京都競馬場舉行退役儀式[9]。
- 11月1日 - 佐賀縣競馬組合於小倉競馬場內的場外投注所正式營業[9]。
- 11月2日 - 「吉兆」以1分58.0秒勝出秋季天皇賞，打破賽事記錄，同時亦成為首匹連霸此賽事的賽駒。
- 11月3日 - 因第3回日本育馬場盃系列賽事和中央賽事同時於本日舉行，因而Wins立川及Wins難波亦有發售地方賽事的彩票[9]。
- 11月9日 - 練馬師山本正司達成第500場頭馬。
- 11月11日 - 位於山形縣上山市的上山競馬場關閉[9]。
- 11月12日 - 泥地評級委員會認定兵庫冠軍錦標及名古屋優駿為統一二級賽[10]。
- 11月16日 - 「Admire Groove」於女皇伊利沙伯二世盃擊敗三冠馬后「Still in Love」奪冠，成功和祖母「Dyna Carle」及母系「氣槽」達成祖孫女三代一級賽制霸。
- 11月22日 - 「蠟筆少女」於東京競馬場舉行退役儀式[9]。
- 11月29日 - 高知競馬場將安裝尺寸為225吋的大型屏幕[9]。
- 11月30日 - 「跳舞城」勝出日本盃，同時其拉開第二名9馬位的差距亦為賽事記錄。
- 12月14日 - 「春麗」於高知競馬場達成第100場連敗[11]。
- 12月27日 - 中山競馬場因大雪將中山大障礙推遲至翌年1月10日舉行[11]。
- 12月28日 - 「吉兆」以2分30.5秒勝出有馬紀念，打破草地2500米賽道日本記錄，同時其拉開第二名9馬位的差距亦為此賽事記錄。同日，「吉兆」於中山競馬場舉行退役儀式[11]。
- 12月28日 - 大井競馬場新看台「L-Wing」揭幕[11]。

## 各賽事結果

### 中央競馬・平地一級賽
| 賽事名                         | 賽事名                         | 賽事名                         | 優勝馬        | 性齡 | 騎師                     | 練馬師                   | 所屬    |
| 月日                           | 馬場                           | 馬場                           | 優勝馬        | 性齡 | 馬主                     | 馬主                     | 時間    |
| ------------------------------ | ------------------------------ | ------------------------------ | ------------- | ---- | ------------------------ | ------------------------ | ------- |
| 第20回二月錦標                 | 第20回二月錦標                 | 第20回二月錦標                 | 黃金魅力      | 雄4  | 武豐                     | 池江泰郎                 | JRA栗東 |
| 2月23日                        | 中山競馬場                     | 泥1600米                       | 黃金魅力      | 雄4  | Shadai Race Horse Co Ltd | Shadai Race Horse Co Ltd | 1:50.9  |
| 第33回高松宮紀念               | 第33回高松宮紀念               | 第33回高松宮紀念               | 信念          | 雌5  | 安藤勝己                 | 松元茂樹                 | JRA栗東 |
| 3月30日                        | 中京競馬場                     | 草1200米                       | 信念          | 雌5  | 前田幸治                 | 前田幸治                 | 1:08.1  |
| 第63回櫻花賞                   | 第63回櫻花賞                   | 第63回櫻花賞                   | Still in Love | 雌3  | 幸英明                   | 松元省一                 | JRA栗東 |
| 4月13日                        | 阪神競馬場                     | 草1600米                       | Still in Love | 雌3  | North Hills Management   | North Hills Management   | 1:33.9  |
| 第63回皋月賞                   | 第63回皋月賞                   | 第63回皋月賞                   | 新宇宙        | 雄3  | 杜滿萊                   | 瀨戶口勉                 | JRA栗東 |
| 4月20日                        | 中山競馬場                     | 草2000米                       | 新宇宙        | 雄3  | Shadai Race Horse Co Ltd | Shadai Race Horse Co Ltd | 2:01.2  |
| 第127回春季天皇賞              | 第127回春季天皇賞              | 第127回春季天皇賞              | 菱鑽奇寶      | 雄4  | 角田晃一                 | 佐山優                   | JRA栗東 |
| 5月4日                         | 京都競馬場                     | 草3200米                       | 菱鑽奇寶      | 雄4  | 阿部雅一郎               | 阿部雅一郎               | 3:17.0  |
| 第8回NHK一哩賽                 | 第8回NHK一哩賽                 | 第8回NHK一哩賽                 | 勝賢          | 雄3  | 武幸四郎                 | 松元茂樹                 | JRA栗東 |
| 5月11日                        | 東京競馬場                     | 草1600米                       | 勝賢          | 雄3  | Win Co Ltd               | Win Co Ltd               | 1:34.2  |
| 第64回優駿牝馬（日本橡樹大賽） | 第64回優駿牝馬（日本橡樹大賽） | 第64回優駿牝馬（日本橡樹大賽） | Still in Love | 雌3  | 幸英明                   | 松元省一                 | JRA栗東 |
| 5月25日                        | 東京競馬場                     | 草2400米                       | Still in Love | 雌3  | North Hills Management   | North Hills Management   | 2:27.5  |
| 第70回東京優駿（日本打吡）     | 第70回東京優駿（日本打吡）     | 第70回東京優駿（日本打吡）     | 新宇宙        | 雄3  | 杜滿萊                   | 瀨戶口勉                 | JRA栗東 |
| 6月1日                         | 東京競馬場                     | 草2400米                       | 新宇宙        | 雄3  | Shadai Race Horse Co Ltd | Shadai Race Horse Co Ltd | 2:28.5  |
| 第53回安田紀念                 | 第53回安田紀念                 | 第53回安田紀念                 | 愛麗數碼      | 雄6  | 四位洋文                 | 白井壽昭                 | JRA栗東 |
| 6月8日                         | 東京競馬場                     | 草1600米                       | 愛麗數碼      | 雄6  | 渡邊孝男                 | 渡邊孝男                 | 1:32.1  |
| 第44回寶塚紀念                 | 第44回寶塚紀念                 | 第44回寶塚紀念                 | 菱鑽奇寶      | 雄4  | 角田晃一                 | 佐山優                   | JRA栗東 |
| 6月29日                        | 阪神競馬場                     | 草2200米                       | 菱鑽奇寶      | 雄4  | 阿部雅一郎               | 阿部雅一郎               | 2:12.0  |
| 第37回短途馬錦標               | 第37回短途馬錦標               | 第37回短途馬錦標               | 多旺達        | 雄4  | 池添謙一                 | 坂口正大                 | JRA栗東 |
| 10月5日                        | 中山競馬場                     | 草1200米                       | 多旺達        | 雄4  | 吉田照哉                 | 吉田照哉                 | 1:08.0  |
| 第8回秋華賞                    | 第8回秋華賞                    | 第8回秋華賞                    | Still in Love | 雌3  | 幸英明                   | 松元省一                 | JRA栗東 |
| 10月19日                       | 京都競馬場                     | 草2000米                       | Still in Love | 雌3  | North Hills Management   | North Hills Management   | 1:59.1  |
| 第64回菊花賞                   | 第64回菊花賞                   | 第64回菊花賞                   | 豐盈          | 雄3  | 安藤勝己                 | 橋口弘次郎               | JRA栗東 |
| 10月26日                       | 京都競馬場                     | 草3000米                       | 豐盈          | 雄3  | Shadai Race Horse Co Ltd | Shadai Race Horse Co Ltd | 3:05.9  |
| 第128回秋季天皇賞              | 第128回秋季天皇賞              | 第128回秋季天皇賞              | 吉兆          | 雄4  | 柏兆雷                   | 藤澤和雄                 | JRA美浦 |
| 11月2日                        | 東京競馬場                     | 草2000米                       | 吉兆          | 雄4  | 象徵牧場                 | 象徵牧場                 | 1:58.0  |
| 第28回女皇伊利沙伯二世盃       | 第28回女皇伊利沙伯二世盃       | 第28回女皇伊利沙伯二世盃       | Admire Groove | 雌3  | 武豐                     | 橋田滿                   | JRA栗東 |
| 11月16日                       | 京都競馬場                     | 草2200米                       | Admire Groove | 雌3  | 近藤利一                 | 近藤利一                 | 2:11.8  |
| 第20回一哩冠軍賽               | 第20回一哩冠軍賽               | 第20回一哩冠軍賽               | 多旺達        | 雄4  | 池添謙一                 | 坂口正大                 | JRA栗東 |
| 11月23日                       | 京都競馬場                     | 草1600米                       | 多旺達        | 雄4  | 吉田照哉                 | 吉田照哉                 | 1:33.3  |
| 第4回日本盃泥地大賽            | 第4回日本盃泥地大賽            | 第4回日本盃泥地大賽            | 船街舞者      | 閹5  | 郭達                     | 奧利                     | 美國    |
| 11月29日                       | 東京競馬場                     | 泥2100米                       | 船街舞者      | 閹5  | Ty Wesley Leatherman     | Ty Wesley Leatherman     | 2:09.2  |
| 第23回日本盃                   | 第23回日本盃                   | 第23回日本盃                   | 跳舞城        | 雄6  | 佐藤哲三                 | 佐佐木晶三               | JRA栗東 |
| 11月30日                       | 東京競馬場                     | 草2400米                       | 跳舞城        | 雄6  | 友駿競馬俱樂部           | 友駿競馬俱樂部           | 2:28.7  |
| 第55回阪神兩歲牝馬錦標         | 第55回阪神兩歲牝馬錦標         | 第55回阪神兩歲牝馬錦標         | Yamanin Sucre | 雌2  | 四位洋文                 | 淺見秀一                 | JRA栗東 |
| 12月7日                        | 阪神競馬場                     | 草1600米                       | Yamanin Sucre | 雌2  | 土井肇                   | 土井肇                   | 1:35.9  |
| 第55回朝日盃未來錦標           | 第55回朝日盃未來錦標           | 第55回朝日盃未來錦標           | Cosmo Sunbeam | 雄2  | 范嘉堯                   | 佐佐木晶三               | JRA栗東 |
| 12月14日                       | 中山競馬場                     | 草1600米                       | Cosmo Sunbeam | 雄2  | 岡田美佐子               | 岡田美佐子               | 1:33.7  |
| 第48回有馬紀念                 | 第48回有馬紀念                 | 第48回有馬紀念                 | 吉兆          | 雄4  | 柏兆雷                   | 藤澤和雄                 | JRA美浦 |
| 12月28日                       | 中山競馬場                     | 草2500米                       | 吉兆          | 雄4  | 象徵牧場                 | 象徵牧場                 | 2:30.5  |

### 中央競馬・跳欄一級賽
| 賽事名            | 賽事名            | 賽事名            | 優勝馬    | 性齡 | 騎師       | 練馬師     | 所屬    |
| 月日              | 馬場              | 距離              | 優勝馬    | 性齡 | 馬主       | 馬主       | 時間    |
| ----------------- | ----------------- | ----------------- | --------- | ---- | ---------- | ---------- | ------- |
| 第5回中山跳欄大賽 | 第5回中山跳欄大賽 | 第5回中山跳欄大賽 | Big Taste | 雄5  | 常石勝義   | 中尾正     | JRA栗東 |
| 4月19日           | 中山競馬場        | 障4250米          | Big Taste | 雄5  | Big Co Ltd | Big Co Ltd | 4:50.9  |

### 地方競馬・一級賽
| 賽事名                  | 賽事名                  | 賽事名                  | 優勝馬         | 性齡 | 騎師                 | 練馬師               | 所屬       |
| 月日                    | 馬場                    | 距離                    | 優勝馬         | 性齡 | 馬主                 | 馬主                 | 時間       |
| ----------------------- | ----------------------- | ----------------------- | -------------- | ---- | -------------------- | -------------------- | ---------- |
| 第52回川崎紀念          | 第52回川崎紀念          | 第52回川崎紀念          | 桂冠河         | 雄6  | 松永幹夫             | 山本正司             | JRA栗東    |
| 1月29日                 | 川崎競馬場              | 泥2100米                | 桂冠河         | 雄6  | Laurel Racing Co Ltd | Laurel Racing Co Ltd | 2:14.8     |
| 第25回帝王賞            | 第25回帝王賞            | 第25回帝王賞            | Name Value     | 雌5  | 佐藤隆               | 川島正行             | 南關東船橋 |
| 6月25日                 | 大井競馬場              | 泥2000米                | Name Value     | 雌5  | 富岡真治             | 富岡真治             | 2:04.6     |
| 第5回日本泥地打吡       | 第5回日本泥地打吡       | 第5回日本泥地打吡       | Big Wolf       | 雄3  | 武豐                 | 中尾正               | JRA栗東    |
| 7月8日                  | 大井競馬場              | 泥2000米                | Big Wolf       | 雄3  | Big Co Ltd           | Big Co Ltd           | 2:04.9     |
| 第18回打吡大獎賽        | 第18回打吡大獎賽        | 第18回打吡大獎賽        | 烏托邦         | 雄3  | 安藤勝己             | 橋口弘次郎           | JRA栗東    |
| 9月23日                 | 盛岡競馬場              | 泥2000米                | 烏托邦         | 雄3  | 金子真人             | 金子真人             | 2:07.6     |
| 第16回一哩冠軍南部盃    | 第16回一哩冠軍南部盃    | 第16回一哩冠軍南部盃    | 尊師重道       | 雄4  | 安藤勝己             | 松田博資             | JRA栗東    |
| 10 月 13 日             | 盛岡競馬場              | 泥1600米                | 尊師重道       | 雄4  | 近藤利一             | 近藤利一             | 1:35.4     |
| 第3回日本育馬場盃短途賽 | 第3回日本育馬場盃短途賽 | 第3回日本育馬場盃短途賽 | South Vigorous | 雄7  | 柴田善臣             | 高橋祥泰             | JRA美浦    |
| 11 月 3 日              | 大井競馬場              | 泥1200米                | South Vigorous | 雄7  | 南波壽               | 南波壽               | 1:09.7     |
| 第3回日本育馬場盃經典賽 | 第3回日本育馬場盃經典賽 | 第3回日本育馬場盃經典賽 | 尊師重道       | 雄4  | 安藤克己             | 松田博資             | JRA栗東    |
| 11 月 3 日              | 大井競馬場              | 泥2000米                | 尊師重道       | 雄4  | 近藤利一             | 近藤利一             | 2:04.3     |
| 第54回全日本兩歲優駿    | 第54回全日本兩歲優駿    | 第54回全日本兩歲優駿    | Admire Hope    | 雄2  | 武豐                 | 橋田滿               | JRA栗東    |
| 12月17日                | 川崎競馬場              | 泥1600米                | Admire Hope    | 雄2  | 近藤利一             | 近藤利一             | 1:42.8     |
| 第49回東京大賞典        | 第49回東京大賞典        | 第49回東京大賞典        | 星之王         | 雄4  | 武豐                 | 森秀行               | JRA栗東    |
| 12月29日                | 大井競馬場              | 泥2000米                | 星之王         | 雄4  | Gold Racing Co Ltd   | Gold Racing Co Ltd   | 2:03.7     |

### 阿拉伯馬・主要賽事
| 賽事名                                  | 賽事名                                  | 賽事名                                  | 優勝馬     | 性齡 | 騎師     | 練馬師   | 所屬     |
| 月日                                    | 馬場                                    | 距離                                    | 優勝馬     | 性齡 | 馬主     | 馬主     | 時間     |
| --------------------------------------- | --------------------------------------- | --------------------------------------- | ---------- | ---- | -------- | -------- | -------- |
| Tama Tsubaki紀念第3回全日本阿拉伯大賞典 | Tama Tsubaki紀念第3回全日本阿拉伯大賞典 | Tama Tsubaki紀念第3回全日本阿拉伯大賞典 | Sanba Call | 雄8  | 田中學   | 西村守幸 | 兵庫園田 |
| 5月25日                                 | 福山競馬場                              | 泥1800米                                | Sanba Call | 雄8  | 藤井芳子 | 藤井芳子 | 1:59.7   |

### 輓馬・一級賽
| 賽事名           | 賽事名           | 賽事名           | 優勝馬        | 性齡 | 騎師     | 練馬師   | 所屬   |
| 月日             | 馬場             | 距離             | 優勝馬        | 性齡 | 馬主     | 馬主     | 時間   |
| ---------------- | ---------------- | ---------------- | ------------- | ---- | -------- | -------- | ------ |
| 第34回旭王冠賞   | 第34回旭王冠賞   | 第34回旭王冠賞   | Super Pegasus | 雄7  | 岩本利春 | 大友榮人 | 旭川   |
| 6月8日           | 旭川競馬場       | 輓200米          | Super Pegasus | 雄7  | 大友榮司 | 大友榮司 | 2:16.8 |
| 第32回輓馬打吡   | 第32回輓馬打吡   | 第32回輓馬打吡   | Sada Eriko    | 雌3  | 安部憲二 | 金山明彥 | 旭川   |
| 9月14日          | 岩見澤競馬場     | 輓200米          | Sada Eriko    | 雌3  | 千石貞子 | 千石貞子 | 2:15.4 |
| 第39回岩見澤紀念 | 第39回岩見澤紀念 | 第39回岩見澤紀念 | Super Pegasus | 雄7  | 岩本利春 | 大友榮人 | 旭川   |
| 9月28日          | 岩見澤競馬場     | 輓200米          | Super Pegasus | 雄7  | 大友榮司 | 大友榮司 | 2:44.7 |
| 第24回北見記念   | 第24回北見記念   | 第24回北見記念   | Super Pegasus | 雄7  | 岩本利春 | 大友榮人 | 旭川   |
| 11月24日         | 北見競馬場       | 輓200米          | Super Pegasus | 雄7  | 大友榮司 | 大友榮司 | 3:48.6 |

### 海外勝利
| 賽事名       | 賽事名       | 賽事名       | 賽事名       | 優勝馬   | 性齡 | 騎師     | 練馬師   | 所屬    |
| 月日         | 地區         | 馬場         | 距離         | 優勝馬   | 性齡 | 馬主     | 馬主     | 時間    |
| ------------ | ------------ | ------------ | ------------ | -------- | ---- | -------- | -------- | ------- |
| 第29屆女皇盃 | 第29屆女皇盃 | 第29屆女皇盃 | 第29屆女皇盃 | 榮進寶蹄 | 雄5  | 福永祐一 | 北橋修二 | JRA栗東 |
| 4月27日      | 香港         | 沙田馬場     | 草2000米     | 榮進寶蹄 | 雄5  | 平井豐光 | 平井豐光 | 2:03.8  |

## 馬匹獎項

### JRA賞
- 馬王：吉兆（雄4、美浦・藤澤和雄馬房）
- 最佳2歲雄馬：Cosmo Sunbeam（雄2、栗東・佐佐木晶三馬房）
- 最佳2歲雌馬：Yamanin Sucre（雌2、栗東・淺見秀一馬房）
- 最佳3歲雄馬：新宇宙（雄3、栗東・瀨戶口勉馬房）
- 最佳3歲雌馬：Still in Love（雌3、栗東・松元省一馬房）
- 最屆4歲及以上雄馬：吉兆（雄4、美浦・藤澤和雄馬房）
- 最佳4歲及以上雌馬：信念（雌5、栗東・松元茂樹馬房）
- 最佳短途馬：多旺達（雄4、栗東・坂口正大馬房）
- 最佳泥地馬：尊師重道（雄4、栗東・松田博資馬房）
- 最佳跳欄馬：Big Tatse（雄5、栗東・中尾正馬房）
- 最佳父內國產馬：菱鑽奇寶（雄4、栗東・佐山優馬房）

### NAR大獎
- 馬：Name Value（雌5、船橋・川島正行馬房）
- 最佳2歲純種馬：大宇宙（雄2、旭川・田部和則馬房）
- 最佳3歲純種馬：Nike a Delight（雄3、船橋・出川龍一馬房）
- 最佳4歲及以上純種馬：Name Value（雌5、船橋・川島正行馬房）
- 最佳雌馬：Name Value（雌5、船橋・川島正行馬房）
- 最佳短途馬：Hatano Adonis（雄7、大井・高橋三郎）
- 最佳阿拉伯馬：Marine Leo（雄7、名古屋・戶澤肇馬房）
- 最佳輓馬：Super Pegasus（雄7、旭川・大友榮人馬房）
- 泥地分級賽最佳馬匹：尊師重道（雄4、栗東・松田博資馬房）
- 特別表彰：Rosita（退役馬）、尊師重道（雄4、栗東・松田博資馬房）

## 人物獎項

### JRA賞
- 冠軍練馬師：藤澤和雄（美浦、63勝）
- 最高勝率練馬師：藤澤和雄（美浦、24.3%勝率）
- 最高獎金練馬師：藤澤和雄（美浦、19億394萬3000日圓獎金）
- 優秀技術練馬師：森秀行（栗東）
- 冠軍騎師：武豐（栗東・自由身、204勝）
- 關東冠軍騎師：柴田善臣（美浦・自由身、119勝）
- 關西冠軍騎師：武豐（栗東・自由身、204勝）
- 最高勝率騎師：武豐（栗東・自由身、23.6%勝率）
- 最高獎金騎師：武豐（栗東・自由身、44億5900萬6200日圓）
- 騎師大賞：武豐（栗東・自由身）
- 冠軍跳欄賽騎師：嘉堂信雄（栗東・自由身、11勝）
- 冠軍新人騎師：從缺

### NAR大獎
- 最佳練馬師：川島正行（船橋）
- 最佳騎師：的場文男（大井・長沼正義馬房）
- 優秀新人騎師：池田敏樹（福山・末廣卓己馬房）
- 優秀女騎師：宮下瞳（名古屋・竹口勝利馬房）
- 最佳運動精神獎：菅原勲（水澤・佐藤晴記馬房）
- 特別賞：石崎隆之（船橋・出川龍一馬房）

## 退役馬

### 1月
- 成田路[1]
- 末廣統領[12]
- 禪宗勝者[13]
- 森林寶穴[1]
- 多樂星[14]
- Tunante[15]

### 2月
- 勝山鈴駒[15]
- Sakura Victoria[16]
- Success Beauty [17], Tayass Meadow [17]

### 3月
- 東海角[18]
- Jo De Shiraoki[19]
- Tico Tico Tac[3]
- Time Fair Lady
- Onward Saint[4]

### 4月
- 空中北國[20]
- Daiwa Rouge[21]
- Keiwan Viking[21]

### 5月
- 愛麗航程[21]
- Admire Caesar[22]
- Lord Atlas[22]
- Health Wall[22]
- Kattsu Me[23]
- Lord Cronos[23]

### 6月
- 金大安[24]
- Toughness Star[25]
- 常勝客[26]

### 7月
- 湘南之戰[5]
- Top Commander[27]
- Tamuro Cherry
- Craftsmanship[28]

### 8月
- Be My Nakayama[29]
- Agnes Gold[8]

### 9月
- Island Oja[30]
- 黃金魅力[7]
- Shinko Splendor[31]
- 烈焰快駒

### 10月
- Kitasan Hibotan[32]
- 信念
- Lady Blond[33]
- Double Happiness[34]

### 11月
- Ibuki Government[35]
- Kachidoki Ryu[35]
- Diamond Biko[36]
- 蠟筆少女[9]
- 樂事到[37]

### 12月
- 海洋駿驥[38]
- South Vigorous[39]
- 榮進寶蹄[40]
- Kanetoshi Governor[40]
- 吉兆

## 誕生

### 馬匹
本年誕生的賽駒為2006年經典世代
- 1月23日 - Alluring Voice
- 2月8日 - 愛慕之吻
- 2月9日 - Asahi Rising
- 2月20日 - 風之歌、Blumenblatt
- 2月23日 - 賞月
- 2月24日 - 戀曲
- 2月27日 - 火神
- 3月1日 - Admire Jupiter
- 3月7日 - 名將森遜、精雕微琢
- 3月13日 - 至愛
- 3月14日 - 網路亨通
- 3月15日 - 梵高藝展
- 3月17日 - Logic
- 3月18日 - 逐鹿沙場
- 3月19日 - 丸河勝驥
- 3月20日 - 超級黃蜂
- 3月24日 - 東瀛武將
- 3月26日 - 櫻花奇景
- 3月30日 - Meiner Neos
- 4月5日 - Bamboo Ere
- 4月6日 - 李察靈駒、Run Heramba
- 4月8日 - T M Precure
- 4月20日 - Cosmo Platina
- 4月24日 - 重砲大王
- 4月25日 - 天之吻
- 4月30日 - Solid Platinum
- 5月3日 - Admire Subaru
- 5月4日 - Alondite
- 5月11日 - Grace Tiara
- 5月17日 - Toho Shine
- 5月30日 - Nihonpillow Regalo
- 6月5日 - 川上公主
- 9月24日 - 拳壇奇蹟

### 人物
- 1月4日 - 小澤大仁（騎師）
- 1月8日  - 橫山琉人（騎師）
- 5月21日 - 角田大河（騎師）
- 6月1日 - 大久保友雅（騎師）
- 9月18日 - 川端海翼（騎師）
- 11月24日 - 佐佐木大輔（騎師）
- 11月28日 - 今村聖奈（騎師）
- 12月6日 - 鷲頭虎太（騎師）
- 12月10日 - 田口貫太（騎師）

## 逝世

### 馬匹
- 1月8日 - Bamboo Atlas[1]
- 2月27日 - Narita Hayabusa
- 3月13日 - 空中神宮[2]
- 3月 - Muguet Royal
- 4月10日 - 玉藻十字[2]
- 5月13日 - 丹山[41]
- 5月15日- Saikyo Sunday[41]
- 8月9日 - Kaburaya O[7]
- 8月31日 - Tyranvos
- 11月29日 - Horisky[9]
- 日期不明 - Dahar、Haku Taiyu、Battle Initiative、Pluralisme、Russian Blue

## 人物
- 3月1日 - 大澤真（前練馬師）
- 3月4日 - 田中朋次郎（前練馬師）[18]
- 4月25日 - 森安弘昭（前調教師）[21]
- 10月31日 - 蛯澤誠治（前騎師、訓練助手）[42]